# Eustrotia eremotropha
Eustrotia eremotropha là một loài bướm đêm trong họ Noctuidae.